# Dây thìa canh
Dây thìa canh, dây muôi hay lõa ti rừng (danh pháp hai phần: Gymnema sylvestre) là một loài cây thân thảo thuộc chi Lõa ti (Gymnema) họ Apocynaceae, bản địa của rừng nhiệt đới miền nam và miền trung Ấn Độ.

## Mô tả
Dây leo cao 6–10 m, nhựa mủ màu trắng. Thân có lóng dài 8–12 cm, đường kính 3mm, có lỗ bì thưa. Lá có phiến bầu dục, trứng ngược, dài 6–7 cm, rộng 2,5–5 cm, đầu nhọn, có mũi, gân phụ 4-6 cặp, rõ ở mặt dưới, nhăn lúc khô; cuống dài 5–8 mm. Hoa nhỏ, màu vàng, xếp thành xim dạng tán ở nách lá, cao 8 mm, rộng 12–15 mm; đài có lông mịn và rìa lông; tràng không lông ở mặt ngoài, tràng phụ là 5 răng. Quả đại dài 5,5 cm, rộng ở nửa dưới; hạt dẹp, lông mào dài 3 cm.
Cây ra hoa vào tháng 7 và đậu quả vào tháng 8. Khi chín quả của cây này rụng xuống và tách đôi giống 2 chiếc thìa, nên dân gian gọi là cây Dây thìa canh hay cây muôi.

## Nơi sống và thu hái
Dây thìa canh được tìm thấy đầu tiên tại Ấn Độ. Dược điển Ấn Độ có ghi lại Dây thìa canh (Tiếng Ấn Độ gọi là cây Gumar) được sử dụng tại Ấn Độ từ 2000 năm trước để trị bệnh "Nước tiểu ngọt như mật". Loại cây này phát triển nhiều nhất ở thung lũng Paltacot miền Trung Nam Ấn Độ, ngoài ra còn phân bố ở Trung Quốc, Ấn Độ, Indonesia.
Tại Việt Nam, loại cây này mới được tìm thấy vào năm 2006. Người đầu tiên phát hiện ra loài cây này là Ts. Trần Văn Ơn - trưởng bộ môn Thực vật - Đại học Dược Hà Nội. Loại cây này ban đầu được tìm thấy tại một số nơi ở miền Bắc Việt Nam từ Hải Hưng, Hải Phòng, Hà Bắc, Ninh Bình tới Thanh Hoá. Hiện nay loài cây này được quy hoạch trồng thành vùng tại Nam Định và Thái Nguyên. Thu hái các bộ phận của toàn cây quanh năm, dùng tươi hay phơi khô.

## Thành phần hóa học
Thành phần hóa học có hoạt tính sinh học chính của dây thìa canh là hoạt chất GS4 (Tên khoa học Gymnema Sylvestre kiềm hóa ở lần thứ 4) gồm tổ hợp nhiều acid gymnemic, một hoạt chất thuộc nhóm saponin triterpenoid. Ngoài ra, cây còn chứa các thành phần khác như flavone, anthraquinone, hentri-acontane, pentatriacontane, α và β- chlorophylls, phytin, resins, d-quercitol, acid tartaric, acid formic, acid butyric, lupeol,... Dịch chiết cây cũng cho thấy có thành phần alcaloid.
Acid gymnemic có tác dụng kích thích sản sinh tế bào Beta của tuyến tụy, nhờ đó tăng sản sinh Insulin, tăng hoạt lực của Insulin, giúp cơ thể tái thiết lập được khả năng cân bằng đường huyết tự nhiên. Acid Gymnemic còn ức chế hấp thu đường ở ruột do có cấu trúc phân tử gần giống với đường Glucose, khi vào đến ruột sẽ cạnh tranh với đường Glucose, lấp đầy thụ thể ruột và ngăn không cho hấp thu đường từ ruột vào máu. Acid Gymnemic còn ức chế gan tân tạo Glucose vào máu, đồng thời kích thích các enzyme chịu trách nhiệm tiêu thụ, sử dụng đường tại các mô cơ. Nhờ đó hoạt chất này đem lại hiệu quả giảm đường huyết.
Ngoài ra trong Dây thìa canh còn chứa peptide Gumarin. Khi ăn và nhai lá Dây thìa canh tươi thì Peptide này lấp đầy thụ thể lưỡi làm lưỡi không hấp thu được đường Glucose. Gumarin tác động vào vùng dưới đồi làm mất cảm giác đối với vị ngọt và vị đắng, vì vậy gây mất cảm giác ngọt. Tuy nhiên tác dụng này mất đi khi Dây thìa canh được nấu chín hoặc phơi khô.

## Tính vị, tác dụng
Dây thìa canh được ghi nhận là tác dụng gián tiếp lên sự tiết insulin của tuỵ tạng, hạn chế thoái giáng Glicogen ở gan, làm giảm glucoza-niệu, làm mất vị ngọt của đường và các vị đắng của thuốc đắng trong một vài giờ, nhờ vậy giúp giảm đường huyết và điều trị bệnh đái tháo đường (Anti-diabetes). Ngoài ra Dây thìa canh còn được ghi nhận là làm giảm nồng độ LDL-cholesterol, triglicerid trong máu, tăng HDL-cholesterol nên giảm lipid máu toàn phần, ngăn ngừa xơ vữa mạch máu.
Trên lâm sàng, cây này còn cho thấy hiệu quả giảm huyết áp ở bệnh nhân có cao huyết áp.
Điều đáng chú ý là các nghiên cứu lâm sàng ở người bình thường, đường huyết không cao, cây này không cho hiệu quả giảm đường huyết hay huyết áp.

## Công dụng, chỉ định và phối hợp
Thường dùng trị đái đường, với liều 4g lá khô đủ để làm ngưng glucoza-niệu. Lá cũng dùng làm thuốc dễ tiêu hoá, còn dùng tán thành bột để chống độc, ở Ấn Độ, người ta dùng đắp lên vết cắn và dùng sắc uống trong để trị rắn độc cắn. Ở Trung Quốc, người ta dùng cả cây bỏ rễ và quả làm thuốc trị phong thấp tê bại, viêm mạch máu, rắn độc cắn, trĩ và các vết thương do dao, đạn; còn dùng diệt chấy rận.

## Hình ảnh

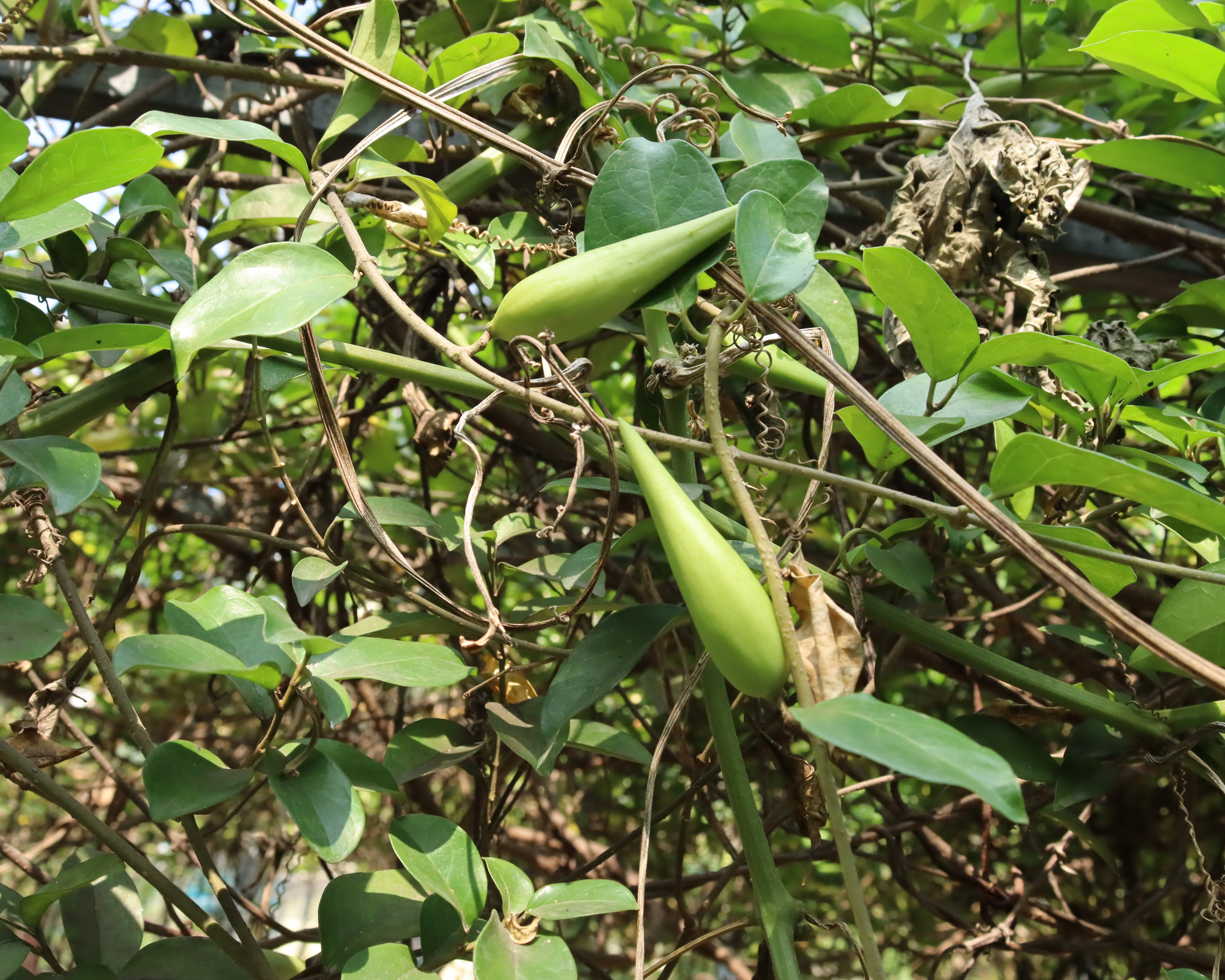
Quả thìa canh còn non
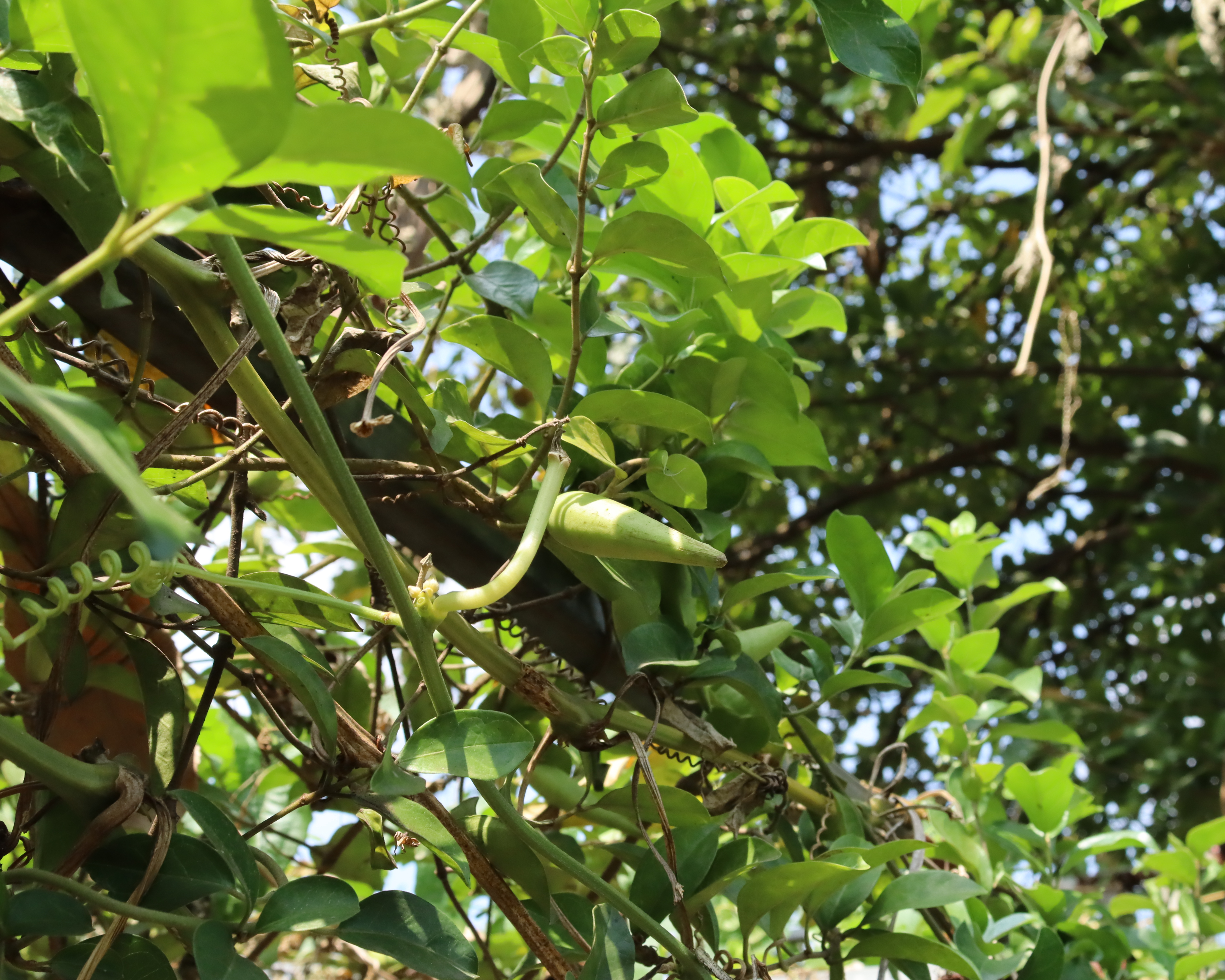
Quả thìa canh còn non